# 圣莱奥纳尔多德阿格
圣莱奥纳尔多德阿格，是西班牙卡斯蒂利亚-莱昂索里亚省的一个市镇。总面积61平方公里，总人口1986人（2023年），人口密度33人/平方公里。